# 3794 Sthenelos
3794 Sthenelos је Јупитеров тројански астероид са средњом удаљеношћу од Сунца која износи 5,194 астрономских јединица (АЈ).
Апсолутна магнитуда астероида је 9,9.